# Izoterma HB
Izoterma HB (izoterma Hilla-deBoera, zwana również izotermą van der Waalsa) – równanie izotermy adsorpcji mobilnej gazu na powierzchni homogenicznej (powierzchni energetycznie jednorodnej):
{\displaystyle Kp={\frac {\theta }{1-\theta }}\exp \left({\frac {\theta }{1-\theta }}-\alpha \theta \right)}
gdzie:
- p – ciśnienie adsorbatu gazowego,
- θ – pokrycie powierzchni, czyli adsorpcja względna dla adsorpcji monowarstwowej,
- K – stała równowagi adsorpcji związana z energią adsorpcji adsorbatu,
- α – współczynnik oddziaływań bocznych.

Założeniem izotermy Hilla-deBoera jest swobodny ruch cząsteczek adsorbatu po powierzchni adsorbentu przy uwzględnieniu wpływu niespecyficznych oddziaływań bocznych adsorbat-adsorbat. Izoterma HB jest analogiem izotermy Fowlera-Guggenheima otrzymanej przy założeniu adsorpcji zlokalizowanej (pozostałe założenia obu modeli są takie same). Od podstawowej izotermy Langmuira różni izotermę HB zarówno uwzględnienie oddziaływań bocznych jak i mobilny charakter adsorpcji.
Izoterma Hilla-deBoera może być stosowana jako tzw. izoterma lokalna przy analizie adsorpcji na powierzchniach heterogenicznych przy wykorzystaniu ogólnego równania całkowego.